# Pumbaraius
Pumbaraius is een geslacht van hooiwagens uit de familie Podoctidae.
De wetenschappelijke naam Pumbaraius is voor het eerst geldig gepubliceerd door Roewer in 1927. 

## Soorten
Pumbaraius omvat de volgende 2 soorten:
- Pumbaraius kempi
- Pumbaraius malabarensis